# Heteroconis interrupta
Heteroconis interrupta is een insect uit de familie van de dwerggaasvliegen (Coniopterygidae), die tot de orde netvleugeligen (Neuroptera) behoort. 
De wetenschappelijke naam Heteroconis interrupta is voor het eerst geldig gepubliceerd door Banks in 1937.